# Цайтгайн
Цайтгайн (нім. Zeithain) — громада в Німеччині, розташована в землі Саксонія. Входить до складу району Майсен.
Площа — 81,49 км2. Населення становить 5509 ос. (станом на 31 грудня 2020).

## Адміністративний поділ
Громада підрозділяється на 8 сільських округів. 

## Історія

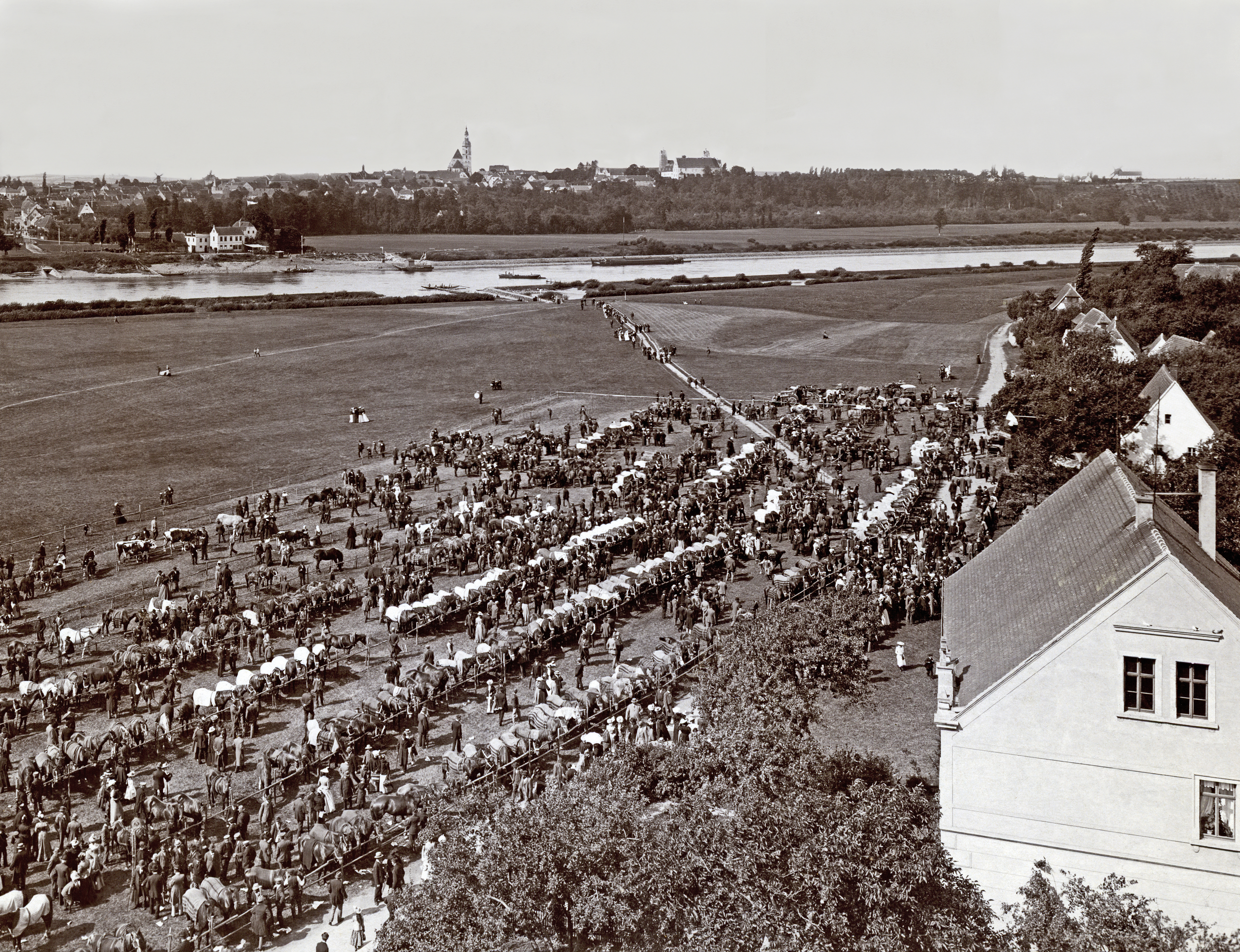
Вид з церковної вежі на кінський ринок, Ельбу та місто Штрелен, кінець XIX століття

Під час Другої світової війни у Цайтгайн знаходився табір для радянських та італійських військовополонених. У 1941-1945 у таборі загинуло близько 25 000 радянських військовополонених. 
У 2005 громадські об'єднання «Саксонські меморіали» та «Народний Союз Німеччини» по догляду за військовими могилами опублікували «Книгу Пам'яті радянських військовополонених, померлих у таборі Цайтгайн у Саксонії» з даними на більш ніж 5 тисяч осіб. У квітні 2006 року у Білорусі вийшло видання російською мовою: «Цайтгайн — Книга пам'яті радянських військовополонених». 

## Галерея

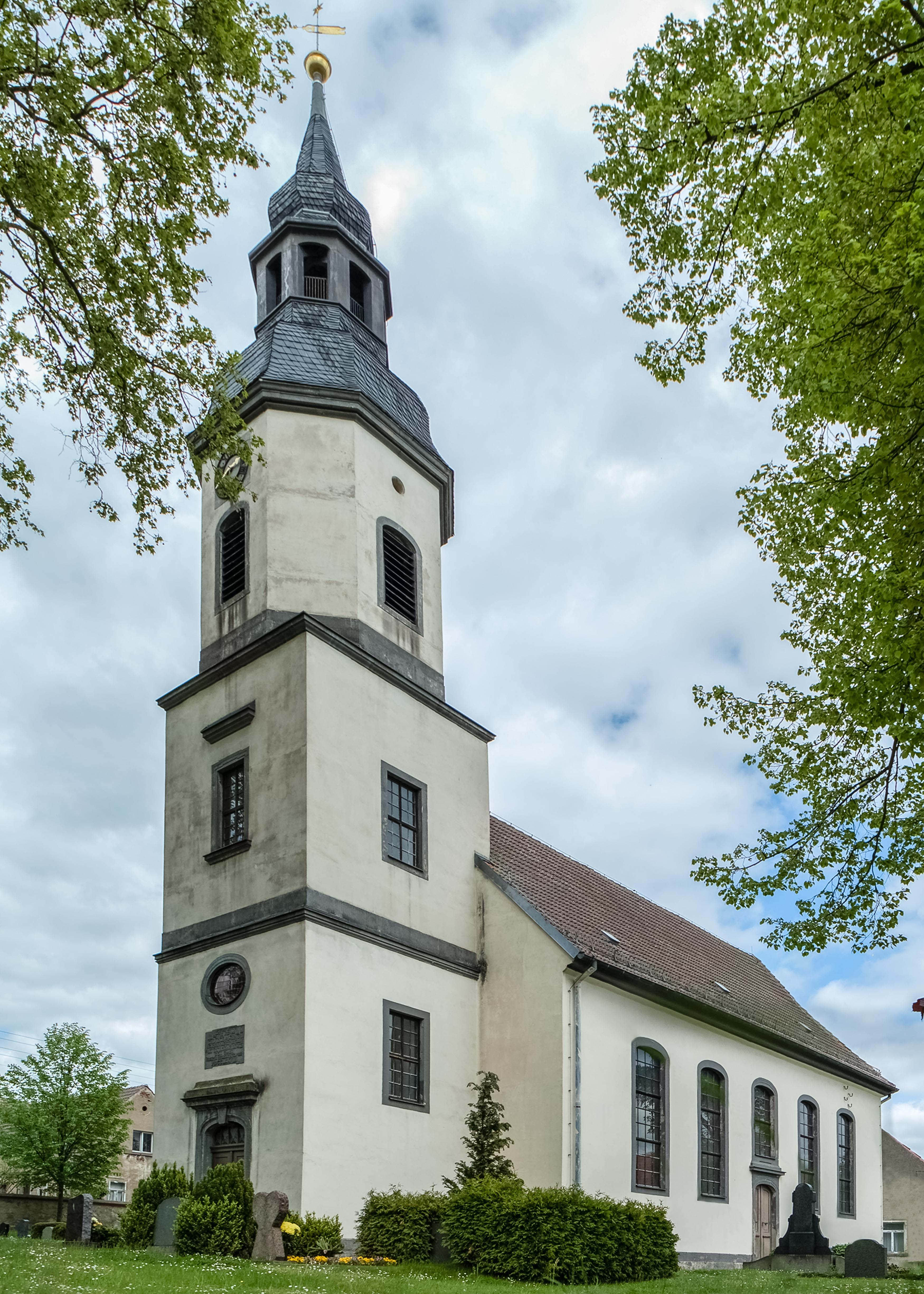
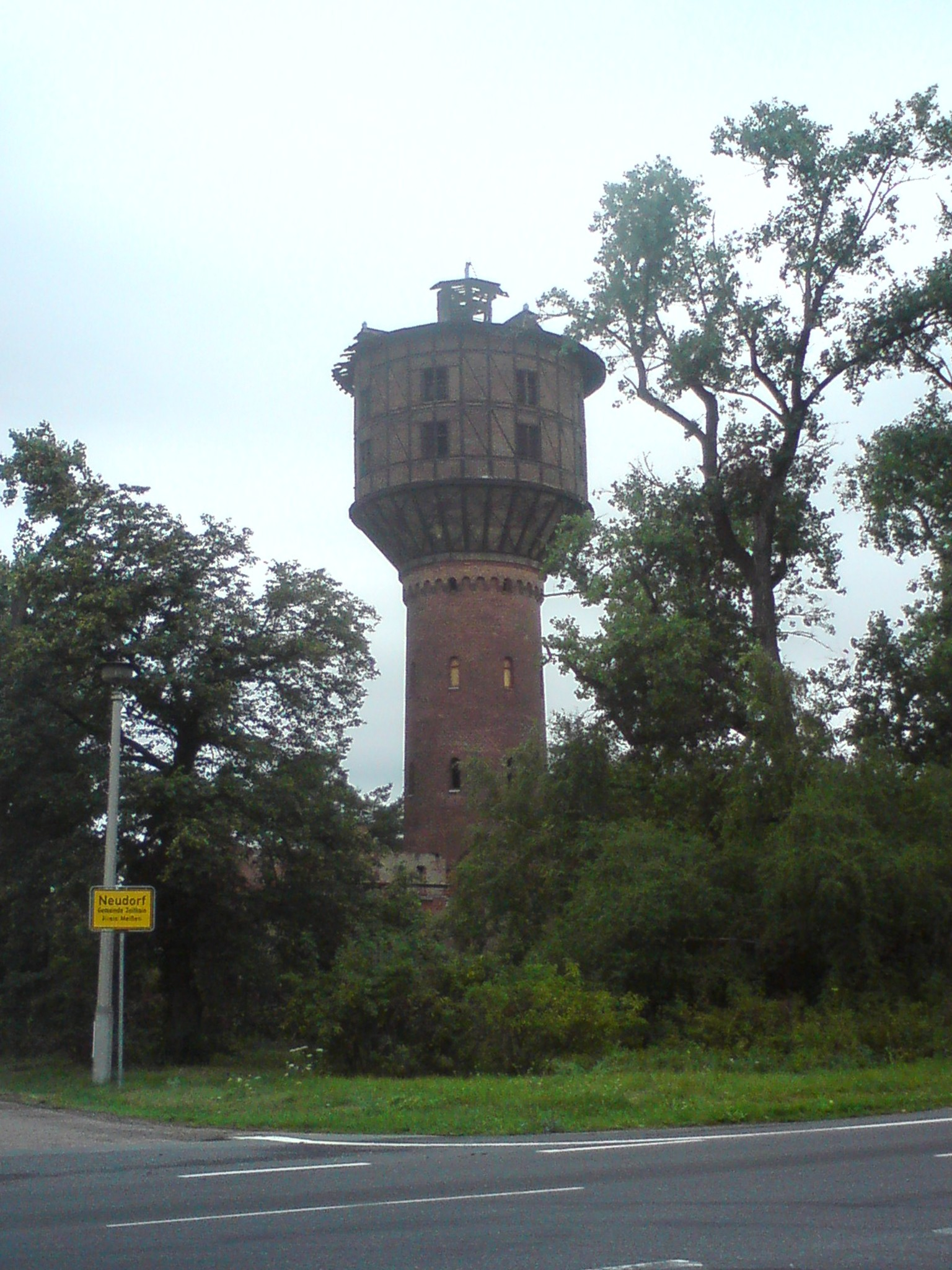

## Відомі люди
- Макс Гельца